# Denkmal für die Ankunft von Sarda Garriga

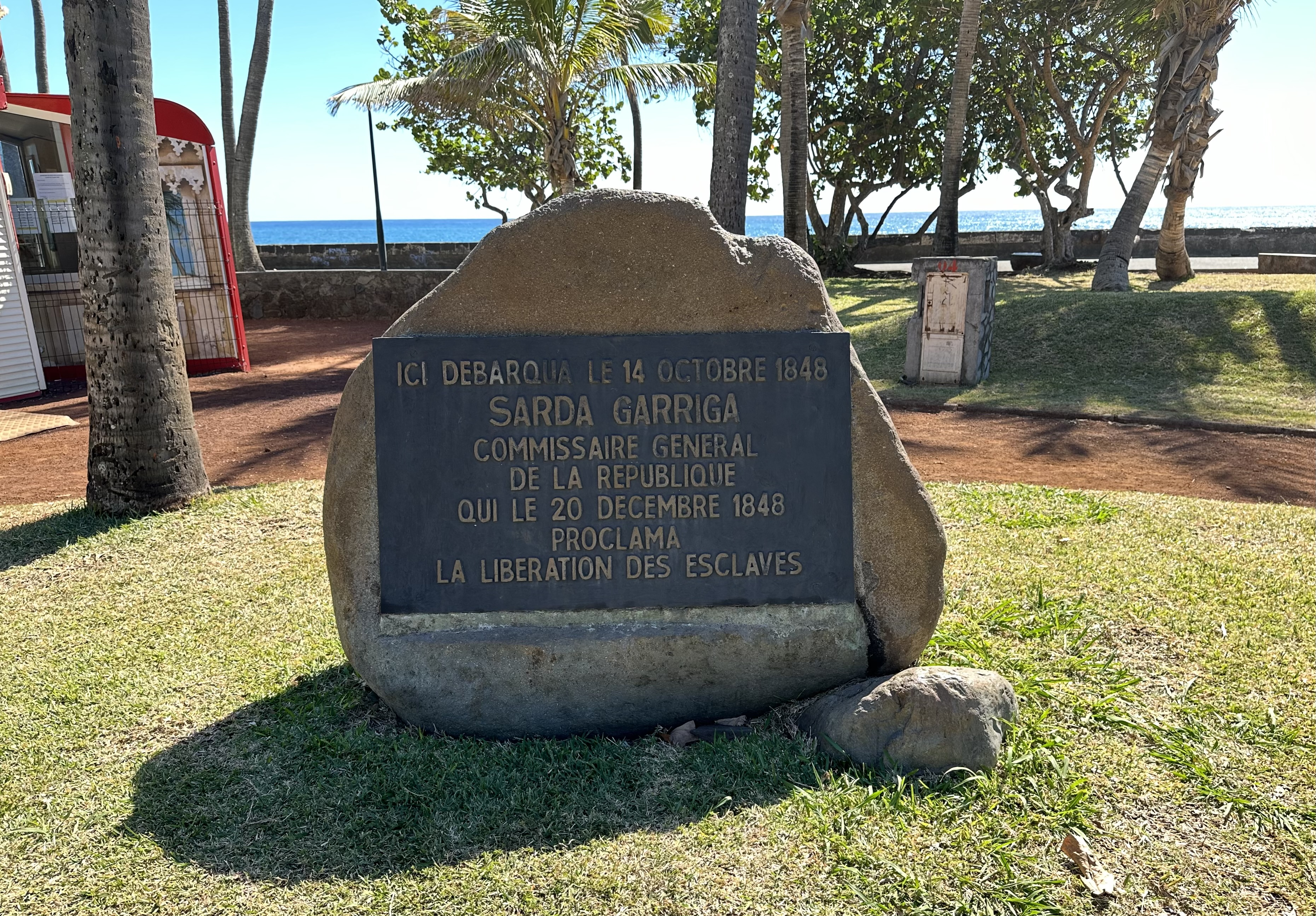
Denkmal für die Ankunft von Sarda Garriga, 2024

Das Denkmal für die Ankunft von Sarda Garriga (französisch Stèle de débarquement de Sarda) ist ein Denkmal in Saint-Denis auf der französischen Insel Réunion. Es erinnert an die Ankunft von Sarda Garriga, des Gouverneurs von Réunion, der die Abschaffung der Sklaverei verkündete.

## Lage
Das Denkmal befindet sich in einer Parkanlage nördlich der Altstadt von Saint-Denis an der Küste des Indischen Ozeans am Barachois, nördlich der Straße Boulevard Gabriel Macé.

## Geschichte und Gestaltung
Das Denkmal entstand in den 1960er bzw. 1970er Jahren. Es erinnert an die Ankunft von Sarda Garriga, der an dieser Stelle am 14. Oktober 1848 in Réunion an Land ging.
Es besteht aus einem Stein, an dem eine Bronzetafel angebracht ist. Die Tafel ist mit einer französischsprachigen Inschrift versehen.